# Marija Fridrichowna Neuburg
Marija Fridrichowna (Fjodorowna) Neuburg (russisch Мария Фридриховна (Фёдоровна) Нейбург; * 5. Junijul. / 17. Juni 1894greg. in Krasnojarsk; † 16. September 1962 in Tomilino) war eine russische bzw. sowjetische Paläobotanikerin.

## Leben
Neuburgs Vater Friedrich Christoforowitsch Neuburg war ein bis 1884 verbannter Gefreiter und gehörte dann dem Bürgerstand an. Sie studierte in den Höheren Kursen für Frauen in Tomsk. Sie nahm 1916 im Ersten Weltkrieg an Grigori Potanins Expedition in die Äußere Mongolei teil. Nach dem Abschluss des Studiums 1917 blieb sie in Tomsk und lehrte in den Höheren Kursen für Frauen.
Nach dem Ende des Bürgerkriegs begann Neuburg 1921 im Petrograder Geologischen Peter-I.-Museum zu arbeiten, das 1930 das Geologische Institut der Akademie der Wissenschaften der UdSSR wurde. Sie arbeitete dort bis zum Ende ihres Lebens. Einen kleinen Aufsatz über die Flora des oberen Paläozoikums im Rajon Anschero-Sudschensk des Kusbass veröffentlichte sie bereits 1921. Sie beteiligte sich 1926 an der geologischen Expedition der Regierung der UdSSR in den nordwestlichen Teil der Mongolischen Volksrepublik. Als Teilnehmerin einer Kusbass-Expedition führte sie im Sommer 1928 schichtweise systematische Pflanzebrestsammlungen durch, um stratigraphische Formationen zu bestimmen. Im Herbst 1937 wurde sie Leiterin der Paläontologie-Abteilung des Geologischen Instituts. Sie wurde 1941 zur Doktorin der geologisch-mineralogischen Wissenschaften promoviert.
Während des Deutschen Angriffskriegs verbesserte Neuburg die stratigraphischen Schemata des Kusbass und des Minussinsk-Kohlebeckens für die Kohlegewinnung. Nach dem Krieg führte sie paläobotanische Untersuchungen des Petschora-Kohlebeckens und der Trias-Flora in der Petschora-Ural-Region durch. In der ersten Hälfte der 1950er Jahre leitete sie in der von Wladimir Menner geleiteten Stratigraphie-Abteilung des Geologischen Instituts das Paläobotanik-Kabinett.
In ihrem 1960 veröffentlichten Buch berichtete Neuburg über ihre Entdeckung der Bryopsida-Moose aus den Perm-Sedimenten des Kusnezker Beckens, des Petschora-Beckens und des ostsibirischen Tunguska-Beckens. Gefunden worden waren diese Pflanzenüberreste in den 1930er Jahren, aber bisher anders eingeordnet worden. Nach Sergei Meien war diese Entdeckung ähnlich sensationell wie die des Pithecanthropus erectus durch Eugène Dubois.
Neuburg geriet am 16. September 1962 auf dem Bahnhof Tomilino unter einen Zug und wurde tödlich verletzt. Sie wurde auf dem Moskauer Wwedenskoje-Friedhof begraben.

## Ehrungen, Preise
- Leninorden (1954)[1]
- Preis der Moskauer Gesellschaft der Naturforscher (1961)
- Ehrenzeichen der Sowjetunion[1]